# Irena Blažková
Irena Blažková (* 6. května 1969 Prostějov) je česká politička, v letech 2020 až 2021 poslankyně Poslanecké sněmovny PČR, od roku 2020 zastupitelka Olomouckého kraje (navíc od roku 2024 náměstkyně hejtmana), od roku 2010 starostka obce Vranovice-Kelčice na Prostějovsku, členka hnutí ANO 2011.

## Život
Dětství prožila v Prostějově, vystudovala zemědělské školy v Kojetíně a Kroměříži. Jejím prvním zaměstnáním byla technička v líhních a v chovu Drůbežnictví Xaverov v Přemyslovicích nedaleko Konice. O dva roky později se stala učitelkou v prostějovské autoškole, v oboru zůstala deset let.
Následujících osm let pracovala s manželem v rodinné vesnické restauraci. Právě v roce 2006 uvedla na kandidátní listině jako povolání „hostinská“ a v roce 2010 pak „živnostník“.
Irena Blažková žije v obci Vranovice-Kelčice na Prostějovsku. Je vdaná.

## Politické působení
V komunálních volbách v roce 2002 byla jako nezávislá za subjekt „Sdružení nezávislých kandidátů – Vranovice“ zvolena zastupitelkou obce Vranovice-Kelčice a v letech 2002 až 2006 byla i místostarostkou obce. Ve volbách v roce 2006 mandát zastupitelky obce obhájila, a to jako nezávislá lídryně kandidáty „Sdružení nezávislých kandidátů – Sdružení nezávislých – Vranovice“.
Ve volbách v roce 2010 byla opět zvolena zastupitelkou, když jako nezávislá vedla kandidátku subjektu „Sdružení nezávislých kandidátů Vranovice-Kelčice“. Dne 22. listopadu 2010 se navíc stala starostkou obce. Funkce zastupitelky a následně i starostky pak obhájila též ve volbách v letech 2014 (nezávislá lídryně subjektu „Sdružení nezávislých kandidátů "Za rozvoj obce Vranovice-Kelčice"“) a 2018 (členka hnutí ANO 2011 a lídryně kandidátky subjektu „Sdružení nezávislých kandidátů "Za rozvoj obce Vranovice-Kelčice"“).
Ve volbách do Senátu PČR v roce 2018 kandidovala za hnutí ANO 2011 v obvodu č. 62 – Prostějov. Získala 12,67 % hlasů a obsadila 3. místo.
V krajských volbách v roce 2020 byla za hnutí ANO 2011 zvolena zastupitelkou Olomouckého kraje.
Již předtím kandidovala ve volbách do Poslanecké sněmovny PČR v roce 2017 za hnutí ANO 2011 v Olomouckém kraji, ale neuspěla. Skončila jako první náhradnice. Nicméně její stranický kolega Petr Vrána se ke konci července 2020 vzdal kvůli kandidatuře do Senát PČR poslaneckého mandátu. Blažková se tak stala jeho nástupkyní ve Sněmovně PČR.
Ve volbách do Poslanecké sněmovny PČR v roce 2021 kandidovala za hnutí ANO 2011 na 8. místě v Olomouckém kraji, ale neuspěla (skončila jako třetí náhradnice). V krajských volbách v září 2024 obhájila z pozice členky hnutí ANO mandát zastupitelky Olomouckého kraje. V říjnu 2024 se pak stala náměstkyní hejtmana pro životní prostředí, odpady a zemědělství.
Ve sněmovních volbách v roce 2025 kandiduje na 17. místě kandidátní listiny hnutí ANO v Olomouckém kraji.